# Вспышка оспы обезьян (с 2023)
Эпидемия нового штамма I обезьяньей оспы началась в Центральной Африке по крайней мере ещё в сентябре 2023 года. По состоянию на август 2024 года было зарегистрировано более 17 000 случаев заболевания, из которых 590 закончились летальным исходом, подавляющее большинство — в Демократической Республике Конго.
14 августа 2024 года Всемирная организация здравоохранения объявила эпидемию чрезвычайной ситуацией в области общественного здравоохранения, имеющей международное значение.

## Предыстория
В мае 2022 года Всемирная организация здравоохранения (ВОЗ) объявила предыдущую вспышку оспы обезьян, вызванную другим штаммом вируса, чрезвычайной ситуацией в области здравоохранения международного масштаба. К моменту когда ВОЗ отменила статус чрезвычайной ситуации в мире, в мае следующего года болезнь уже заразила 87 000 человек и привела к 140 смертельным случаям.

## Вспышка

### Хронология
К сентябрю 2023 года в Демократической Республике Конго (ДР Конго) наблюдался рост числа случаев заражения оспой обезьян, вызванных инфицированием кладой Ib, при этом несколько из них были выявлены в Камитуге, шахтёрском городе в провинции Южное Киву. В январе 2024 года была зарегистрирована общенациональная вспышка.
В августе 2024 года Африканские центры по контролю и профилактике заболеваний (ACDC) заявили, что распространение вспышек оспы обезьян в Африке стало чрезвычайной ситуацией в области общественного здравоохранения: было зарегистрировано более 517 случаев смерти. В результате организация обратилась за помощью и вмешательством к международному сообществу для контроля распространения вируса и лечения инфицированных пациентов. ACDC заявили, что уровень смертности от штамма вируса, вызвавшего вспышку, составил 3–4%, что значительно выше уровня смертности менее 1%, зарегистрированного во время вспышки обезьяньей оспы в 2022–2023 годах. 14 августа Всемирная организация здравоохранения объявила эпидемию чрезвычайной ситуацией в области общественного здравоохранения, имеющей международное значение, или глобальной чрезвычайной ситуацией в области здравоохранения.
В 2024 году случаи заболевания оспой обезьян были зарегистрированы в пятнадцати странах; более 96% всех зарегистрированных случаев заболевания и летальных исходов от этого заболевания были подтверждены в ДР Конго, где зарегистрировано 16 839 случаев заболевания и 501 летальный исход. По данным ACDC, 70% зарегистрированных случаев заболевания в Демократической Республике Конго приходится на детей в возрасте до 15 лет, а также на эту демографическую группу приходится 85% зарегистрированных случаев смерти. Эпидемиолог Жак Алонда выразил обеспокоенность распространением заболевания в лагерях беженцев в ДР Конго и соседних странах, особенно в связи с той нагрузкой, которая уже оказывается на национальную систему здравоохранения из-за одновременных вспышек холеры и кори, а также широко распространённого недоедания.

### Страны с широким распространением инфекции

#### Демократическая Республика Конго
По состоянию на 16 августа 2024 года в Демократической Республике Конго (ДР Конго) было зарегистрировано в общей сложности 16 839 предполагаемых случаев заболевания оспой обезьян (не менее 1888 из которых были лабораторно подтверждены) и 501 случай смерти (не менее 8 из которых были лабораторно подтверждены).

### Страны с ограниченной местной передачей инфекции
По состоянию на август 2024 года случаи заболевания оспой обезьян зарегистрированы в шестнадцати странах; ВОЗ сообщила, что новые случаи заболевания штаммом обезьяньей оспы, все из которых связаны со вспышкой в Демократической Республике Конго, были впервые выявлены в четырёх странах Восточной Африки: Бурунди, Кении, Руанде и Уганде. Кот-д’Ивуар также впервые сообщил о новых случаях заболевания.

#### Центральноафриканская Республика
30 июля 2024 года министр здравоохранения Центральноафриканской Республики Пьер Сомсе объявил о вспышке оспы обезьян в Банги после периода, когда болезнь в основном ограничивалась сельскими районами. Сомсе заявил, что некоторые семьи в стране скрывают инфицированных родственников, опасаясь стигматизации, тем самым увеличивая риск передачи заболевания.

#### Швеция
15 августа 2024 года Агентство общественного здравоохранения Швеции сообщило о первом случае за пределами Африки, им стал человек, заразившийся вирусом клады I во время пребывания в районе Африки, охваченном вспышкой этого заболевания. В публичном заявлении агентство заявило, что, хотя сам по себе случай не представляет повышенного риска для населения в целом, отдельные завозные случаи «могут продолжать случаться».

#### Пакистан
15 августа 2024 года Национальный командно-оперативный центр Пакистана (NCOC) сообщил о предполагаемом случае заболевания оспой обезьян в провинции Хайбер-Пахтунхва, был заражён житель Мардана, недавно вернувшийся из государства Персидского залива; позднее Министерство здравоохранения Пакистана подтвердило, что у мужчины диагностирована оспа обезьян, хотя секвенирование образцов вируса всё ещё продолжалось с целью определения природы варианта.
17 августа департамент здравоохранения провинции Хайбер-Пахтунхва подтвердил, что у двух пациентов анализ на оспу оказался положительным, а ещё один ожидает подтверждения; все пациенты недавно вернулись в Пакистан из Объединенных Арабских Эмиратов.
19 августа директор Пакистанского института медицинских наук доктор Насим Ахтар сообщил, что был зарегистрирован ещё один случай подозрения на оспу у жителя Азад Кашмира, который только что вернулся из одной из стран Ближнего Востока; однако министерство здравоохранения заявило, что ни один из зарегистрированных в стране случаев не был вызван вирусом клада 1b.

#### Австралия
16 августа 2024 года Министерство здравоохранения штата Новый Южный Уэльс сообщило о более чем 90 новых случаях за два месяца, в то время как за первые пять месяцев года был зарегистрирован только один случай. Все новые случаи выявлены среди мужчин, имеющих сексуальные контакты с мужчинами.

#### Тайвань
18 августа 2024 года Бюро общественного здравоохранения городского совета Тайнаня (Тайвань) сообщило, что по состоянию на 16 августа в городе с начала года было подтверждено три случая заболевания оспой — все они касались мужчин, имевших тесный контакт с неустановленными лицами; более подробная информация об истории путешествий пациентов и варианте заболевания не раскрывается.

#### Филиппины
19 августа 2024 года Министерство здравоохранения Филиппин сообщило о первом зарегистрированном случае заражения оспой обезьян в стране. Заболевший – 33-летний филиппинец, ранее не выезжавший за пределы страны.

## Вирусология
Оспа обезьян вызывается вирусом оспы обезьян. Вирус передаётся через тесный контакт с инфицированными животными или людьми, включая личное общение и другие виды физического контакта, заражённое постельное бельё, одежду или иглы, употребление заражённого мяса и половой контакт.
В апреле 2024 года исследователи выявили новую подгруппу клады I оспы обезьян в Камитуге, шахтёрском городе в Южном Киву, Демократическая Республика Конго. Эпидемиологи сообщили, что новый вариант, позже названный «кладой Ib» или «кладой 1b», имел потенциал к распространению с большей лёгкостью по сравнению с другими штаммами обезьяньей оспы. Исследователи предположили, что штамм претерпел генетические мутации, что позволило ему легче распространяться среди людей, поскольку удалённое расположение шахтёрского города исключает большинство случаев контакта с животными, которые являются естественными переносчиками и распространителями заболевания.
Доктор Пласид Мбала-Кингебени из Национального института биомедицинских исследований Конго заявил, что результаты анализа ознаменовали «новую фазу оспы обезьян» по сравнению с предыдущей вспышкой в 2022—2023 годах, поскольку новый штамм, как сообщается, вызывал более лёгкие поражения, преимущественно на гениталиях, что затрудняло диагностику заболевания по сравнению со штаммами, вызывающими поражения груди, стоп и рук. Мбала-Кингебени также отметил, что может быть более высокий риск скрытой передачи заболевания из-за его различных проявлений. Исследовательская группа определила, что обнаруженная форма относится к штамму типа Clade I, который исторически вызывал более серьёзные симптомы по сравнению с типом Clade II, который преобладал во время вспышки оспы обезьян в 2022–2023 годах.

## Предотвращение и смягчение последствий
До июня 2024 года вакцины от оспы обезьян не были одобрены ни одним африканским правительством, а эффективность вакцин не была подтверждена Стратегической консультативной группой экспертов. Директор Программы ВОЗ по чрезвычайным ситуациям в области здравоохранения Майкл Дж. Райан отметил в интервью NPR, что Демократическая Республика Конго одновременно сталкивается с несколькими другими эндемичными заболеваниями, включая корь и холеру. До этого момента только две лаборатории в Демократической Республике Конго могли проводить тестирование полимеразной цепной реакции на оспу обезьян.
Также в июне 2024 года агентство Reuters сообщило, что власти ДРК одобрили вакцины Jynneos, производимые Bavarian Nordic, и LC16, производимые KM Biologics, для использования в экстренных случаях. Позднее препарат Jynneos был одобрен в Нигерии также для экстренного использования.
В августе того же года генеральный директор GAVI Сания Ништар заявила, что организация уже выделила до 500 миллионов долларов в рамках своего фонда «Первого реагирования», который изначально был создан во время пандемии COVID-19, в основном за счёт пожертвований правительств и международных спонсоров здравоохранения, но впоследствии был сохранён для реагирования на новые чрезвычайные ситуации в области здравоохранения. Однако Ништар заявила, что GAVI и ЮНИСЕФ всё ещё должны дождаться официальных запросов от стран, затронутых вспышкой, а также окончательного одобрения вакцин от оспы обезьян от Всемирной организации здравоохранения, чтобы начать заказывать дозы и распределять их среди затронутых стран. В ответ на это ВОЗ объявила о запуске процесса, который позволит обеспечить доступ к вакцинам для экстренного использования в странах, национальное одобрение которых ещё не получено.
14 августа Министерство здравоохранения и социальных служб США (HHS) объявило, что правительство страны пожертвует 50 000 доз вакцины Jynneos в ДРК. Министерство здравоохранения и социальных служб США также сообщило, что ранее США выделили 17 миллионов долларов США на «поддержку мер по обеспечению готовности и реагирования на вирус I типа в Центральной и Восточной Африке».
16 августа компания Bavarian Nordic сообщила в пресс-релизе, что она представила клинические данные в Европейское агентство лекарственных средств в поддержку расширения одобрения препарата Jynneos/Imvanex для включения подростков в возрасте от 12 до 17 лет; в качестве доказательства компания привела ранние результаты исследования, спонсируемого Национальным институтом аллергии и инфекционных заболеваний (NIAID) Национальных институтов здравоохранения США, в котором приняли участие 315 подростков указанного выше возраста и 211 взрослых в возрасте от 18 до 50 лет, которые показали, что как иммунные реакции, так и профиль безопасности были схожи между двумя возрастными группами после вакцинации двумя стандартными дозами. В том же заявлении Bavarian Nordic также сообщила, что исследование вакцины на детях в возрасте от 2 до 12 лет пройдёт в Демократической Республике Конго и Уганде позднее в 2024 году.
16 августа Главное таможенное управление Китая заявило, что национальные власти будут применять меры проверки в отношении людей и товаров, въезжающих в страну из районов, затронутых вспышкой, в течение следующих шести месяцев.

### Цитируемые работы
- Mpox Situation in Africa (PDF) (Report). Africa Centres for Disease Control and Prevention. 30 июля 2024. Архивировано (PDF) 6 августа 2024. Дата обращения: 16 августа 2024.
- WHO African Region Mpox Bulletin - 11 August 2024 - Democratic Republic of the Congo (PDF) (Report). World Health Organization. 11 August 2024-08-11. Дата обращения: 2024-08-16 — ReliefWeb[англ.]. {{cite report}}: Проверьте значение даты: |date= (справка)
- Murhula Masirika, Leandre; Kumar, Anuj; Dutt, Mansi; Toloue Ostadgavahi, Ali; Hewins, Benjamin; Bubala Nadine, Maliyamungu; Kitwanda Steeven, Bilembo; Kumbana Mweshi, Franklin; Mutimbwa Mambo, Léandre; Bengehya Mbiribindi, Justin; Belesi Siangoli, Freddy; A Kelvin, Alyson; Claude Udahemuka, Jean; Kelvin, Patricia; Flores, Luis; Kelvin, David; Sganzerla Martinez, Gustavo (April 2024). Complete Genome Sequencing, Annotation, and Mutational Profiling of the Novel Clade I Human Mpox Virus, Kamituga Strain. Journal of Infection in Developing Countries[англ.]. 18 (4): 600–608. doi:10.3855/jidc.20136. PMID 38728644. Дата обращения: 14 августа 2024.